# Cardeñosa (Ávila)
Cardeñosa ist ein Ort und eine zentralspanische Gemeinde (municipio) mit 419 Einwohnern (Stand: 2024) in der Provinz Ávila in der Autonomen Region Kastilien-León.

## Lage
Cardeñosa befindet sich in den nördlichen Ausläufern der Sierra de Gredos gut 10 Kilometer nordnordwestlich von Ávila in einer Höhe von 1105 m. Durch die Gemeinde führt die Autovía A-50. Das Klima im Winter ist kühl, im Sommer dagegen trotz der Höhenlage durchaus warm; die geringen Niederschlagsmengen (ca. 532 mm/Jahr) fallen – mit Ausnahme der nahezu regenlosen Sommermonate – verteilt übers ganze Jahr.

## Bevölkerungsentwicklung
| Jahr      | 1970 | 1981 | 1991 | 2001 | 2011 | 2021 |
| Einwohner | 1054 | 720  | 604  | 544  | 495  | 427  |

Der Bevölkerungsrückgang seit den 1950er Jahren ist im Wesentlichen auf die Mechanisierung der Landwirtschaft und den damit einhergehenden Verlust an Arbeitsplätzen zurückzuführen.

## Sehenswürdigkeiten

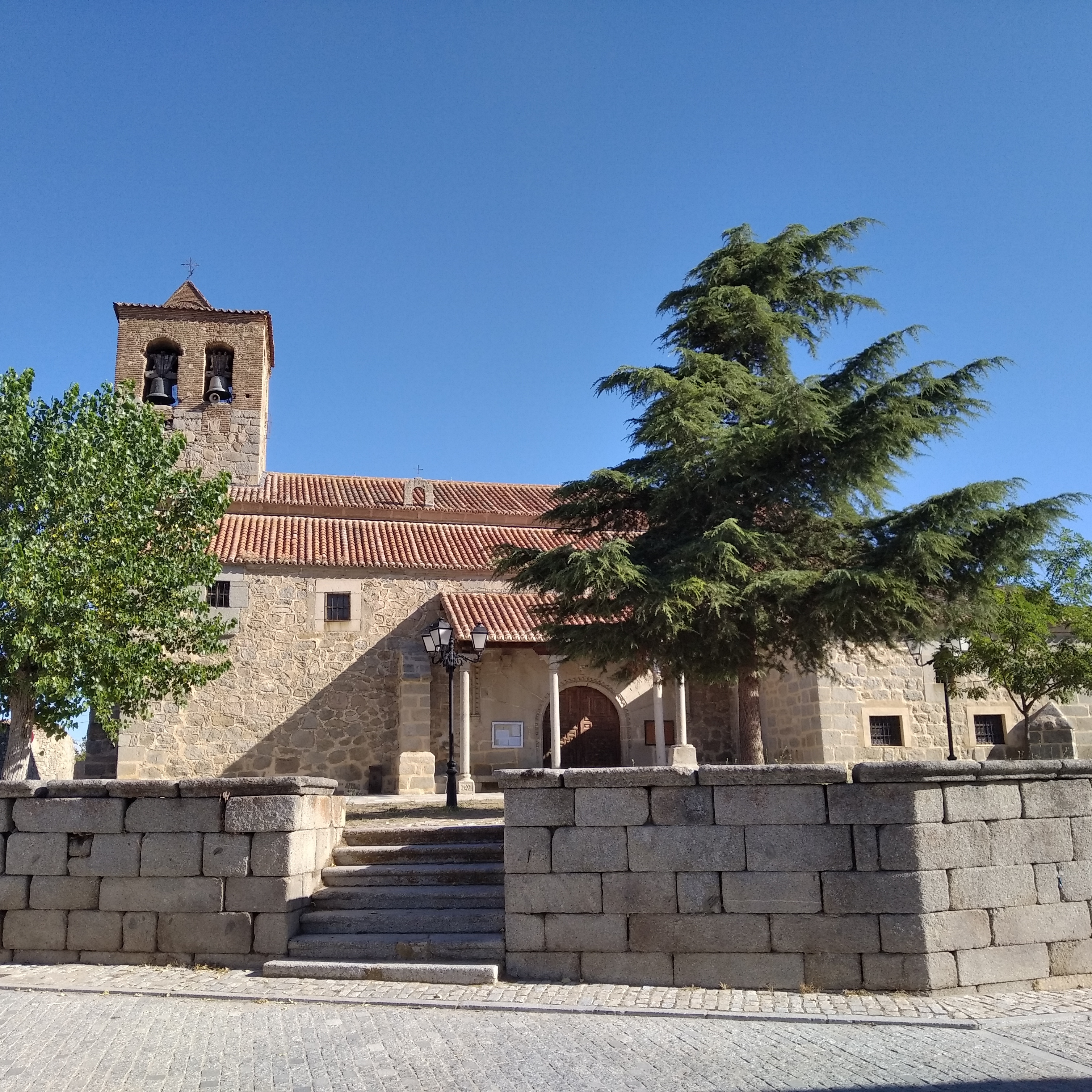
Kreuzkirche
- Kapelle

- Kreuzkirche

## Persönlichkeiten
- María Vela y Cueto (1561–1617), Mystikerin
- Jesús Martín-Barbero (1937–2021), Kommunikationstheoretiker